# Belgische Nationale Beweging
De Belgische Nationale Beweging (BNB, Frans: Mouvement national belge of MNB) was een groep binnen het Belgische verzet tijdens de bezetting van België in de Tweede Wereldoorlog.

## Geschiedenis

### Oprichting en organisatie
Op 17 december 1940 werd de BNB opgericht te Brussel, onder leiding van de kapper Aimé Dandoy. Een ander prominent lid was voormalig Hoge Commissaris voor de Economische Expansie Camille Joset. Josets connecties zorgden ervoor dat de beweging zich in heel België kon verspreiden. Een van de nieuwe leden was Louis Schmidt, de burgemeester van Etterbeek. Ook Paul Coremans, destijds werkzaam als universiteitsmedewerker, was lid van de BNB. Over de details van de oprichting ontstonden later verschillende discussies.
Toen Dandoy begin 1942 werd gearresteerd, nam Joset de leiding officieel over.

### Verzetsdaden

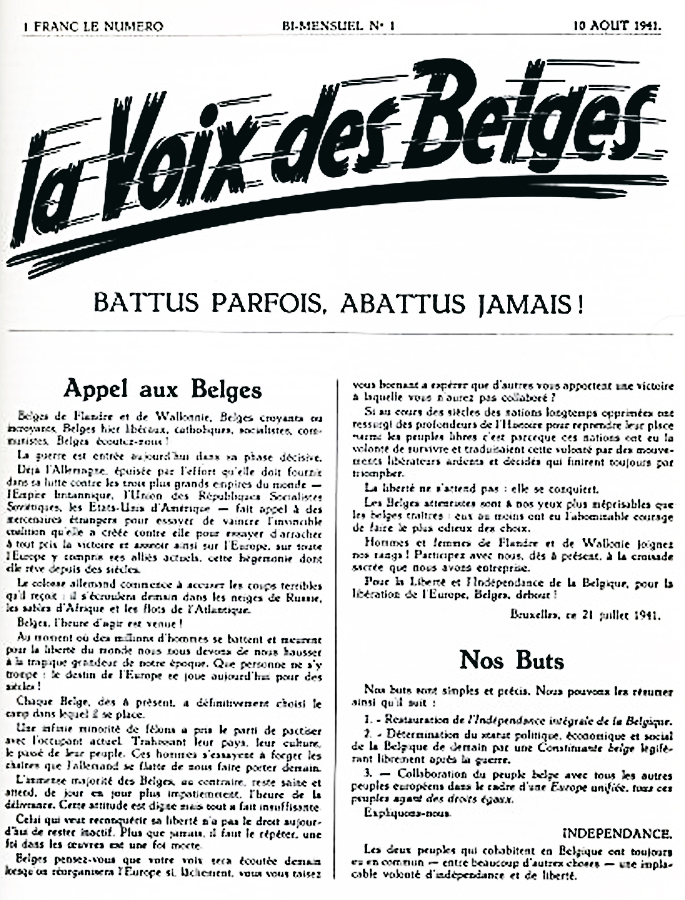
La Voix des Belges van 10 augustus 1941.

De voornaamste activiteiten waren evacuatie van geallieerde piloten, sabotage en inlichtingenverzameling. De meeste leden waren afkomstig uit de Franstalige middenklassen en waren politiek gezien centrumrechts.
De groep werkte samen met de MILL-inlichtingendienst en was ook actief bij de 'Comet Escape Line'. Daarnaast gaven de leden een illegale krant uit, als Nederlandstalige editie De Stem der Belgen genaamd (de Franstalige krant heette La Voix des Belges). Daarnaast werden ook de kranten La Voix du Luxembourg, La Voix de Etudiants, La Voix des Coloniaux en La Voix des Gaumais uitgegeven.
In september 1942 sloot de BNB een overeenkomst met de grote, politiek linkse verzetsgroep Onafhankelijkheidsfront, om gezamenlijk operaties uit te voeren. Dit was echter niet altijd succesvol: mede door de ver uit elkaar staande ideologieën zou de samenwerking nooit erg hecht worden.

### Eind van de oorlog
Het brede scala aan activiteiten zorgde voor veel mogelijkheden voor de vijand om te infiltreren in de BNB. Op 17 en 18 februari 1944 was er een grote arrestatiegolf, waarbij 98 prominente BNB-leden werden opgepakt. Dit stopte vrijwel alle activiteiten, hoewel De Stem der Belgen uitgegeven bleef worden tot en met de bevrijding van België in september 1944.